# 吉岡肇
吉岡 肇（よしおか はじめ、1961年9月25日 - ）は、日本のラグビー指導者。現在國學院栃木高校ラグビー部監督を務めている。また関東高校スーパーリーグの事務局代表を務めている

## プロフィール
- 東京都出身。
- 次男の航太郎は元ラグビー選手[3](現・國學院栃木高校コーチ)。

## 略歴
國學院久我山高校卒業後、日本体育大学、リコーでの選手を経て、東京工業大学ラグビー部ヘッドコーチへ、1988年、國學院栃木高校ラグビー部監督に就任。

## 著書
- 『身になる練習法ラグビー　チーム力アップドリル』　ベースボール・マガジン社